# Семёнов, Юрий Иванович (писатель)
Юрий Иванович Семёнов (11 февраля 1924, Саратов — 7 июня 2001, Москва) — русский советский писатель, член Союза писателей СССР.

## Биография
В 1941 окончил школу, после начала Великой Отечественной войны добровольцем пошёл в Красную армию. Сначала, как проводник, доставлял продукты в блокадный Ленинград на поезде из Саратова.
В июне 1942 был принят в Ивановское морское училище, которое имело отделение по набору курсантов в городе Энгельсе, и через полгода был направлен на фронт. Воевал в личном составе Северного флота: порт Мурманск и полуостров Рыбачий, где и закончил войну в звании капитана. Демобилизовался в 1946, вернулся в Саратов, поступил в Саратовский юридический институт. Работал заместителем директора режимного военного завода (почтовый ящик № 172). Служил в МВД СССР с 1947 по 1954, когда поступил в Московский литературный институт. Стал писать воспоминания по собственным фронтовым письмам-треугольникам, которые бережно сохранила мама. С 1958 работал литературным сотрудником в газете «Литература и жизнь», затем с 1961 до 1962 редактором Агентства печати «Новости». С 1962 по 1963 являлся внештатным корреспондентом Главной редакции периодических изданий в странах Западной Европы и Северной Америки.

## Публикации
- Прощайте, скалистые горы! 1955, переиздание: 1956.
- Северные разведчики (дополненный и переработанный вариант повести «Прощайте скалистые горы»). 1961.
- Прощайте, скалистые горы (в новой редакции). 1965, переиздание: 2010, 2016.
- Под северными звёздами (авторский сборник документальных рассказов). 1969.
- Комиссар госбезопасности. 1979, переиздание: 1980, 1983.
- Конец «чёрной тропы». 1987.
- Тропа обречённых. 1989, переиздания: 1990, 2009, 2016.
- Гастролёры. 2000.